# Saint-Jean-et-Saint-Paul
Saint-Jean-et-Saint-Paul település Franciaországban, Aveyron megyében. Lakosainak száma 284 fő (2022. január 1.). Saint-Jean-et-Saint-Paul Marnhagues-et-Latour, Roquefort-sur-Soulzon, Saint-Affrique, Saint-Beaulize, Sainte-Eulalie-de-Cernon, Saint-Félix-de-Sorgues, Saint-Jean-d’Alcapiès, Tournemire, Versols-et-Lapeyre és Viala-du-Pas-de-Jaux községekkel határos.

## Népesség
A település népessége az elmúlt években az alábbi módon változott:
| Lakosok száma | 303  | 242  | 208  | 257  | 268  | 274  | 278  | 279  | 281  | 284  |
|               | 1968 | 1982 | 1990 | 2006 | 2013 | 2015 | 2017 | 2019 | 2020 | 2022 |